# O Suicídio

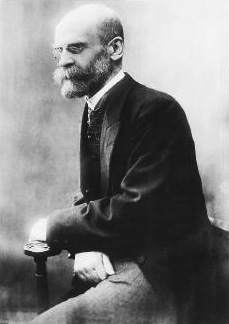
Émile Durkheim

O Suicídio é um livro que foi um dos pilares no campo da sociologia. Escrito pelo sociólogo Francês Émile Durkheim e publicado em 1897, foi um estudo de caso sobre o suicídio, publicação única em sua época, que trouxe um exemplo de como uma monografia sociológica deveria ser escrita.

## Tipos de suicídio
Na sua visão, o suicídio tem quatro tipos:
- egoísta: reflete um prolongado senso de não-pertencimento, de não estar socialmente integrado em uma comunidade. Resulta do senso que o suicida tem de total desconexão. Esta ausência pode levar à falta de sentido da vida, apatia, melancolia, e depressão.[1]
- altruísta: caracterizado por um senso de estar totalmente absorvido pelos objetivos e crenças de um grupo.[2]
- anômico: reflete a confusão moral de um indivíduo, e a ausência de direção social, que são relacionados a distúrbios sociais e econômicos dramáticos.[3]
- fatalista: ocorre quando uma pessoa é excessivamente regulada, quando seus futuros são impiedosamente bloqueados, e as paixões violentamente estranguladas por disciplina opressiva.[4]

## Integração social
Inúmeros estudos contemporâneos sobre o suicídio focavam em características individuais. Durkheim estudou as conexões entre os indivíduos e a sociedade. Ele acreditava que se pudesse demonstrar o quanto um ato individual é o resultado do meio social que o cerca, teria uma prova da utilidade da sociologia. Neste livro, Durkheim desenvolveu o conceito de anomia. Ele explora as diferentes taxas de suicídio entre protestantes e católicos, explicando que o forte controle social entre os católicos resulta em menores índices de suicídio.
De acordo com Durkheim, os indivíduos têm um certo nível de integração com os seus grupos, o que ele chama de integração social. Níveis anormalmente baixos ou altos de integração social poderiam resultar num aumento das taxas de suicídio:
- níveis baixos porque baixa integração social resulta numa sociedade desorganizada, levando o indivíduo a se voltar para o suicídio como uma última alternativa;
- níveis altos porque as pessoas preferem destruir a si próprias do que viver sob grande controle da sociedade.

O trabalho de Durkheim influenciou os proponentes da Teoria do Controle, e é frequentemente mencionado como um estudo sociológico clássico.

### Taxas de suicídio
Durkheim  concluiu que:
- taxas de suicídio são maiores entre os solteiros, viúvos e divorciados do que entre os casados;
- na maioria das vezes, o indivíduo portador da "ideia do suicídio" quase sempre não sobrevive.
- são maiores entre pessoas que não tem filhos;
- são maiores entre protestantes do que entre católicos e judeus.

As razões para estas diferenças entre as taxas de suicídio incluem:
- mais importante, a interpretação da morte. Devido a pequenas diferenças entre protestantes e católicos — especificamente porque o suicídio é um pecado mortal entre os católicos e protestantes; um suicida numa comunidade católica (mesmo esclarecendo os motivos numa nota de suicídio) é visto primariamente como um pecador;
- comunidades católicas tendem a ser um pouco mais integradas que as protestantes, com laços familiares mais próximos. Québec , no Canadá, é um dramático paradoxo a esta afirmação: a taxa de suicídio per capita entre os oficialmente católicos é alarmante, principalmente entre os jovens, e atribuída à rápida decadência da prática religiosa comunitária. De forma similar, pessoas casadas e/ou com filhos são menos propensas a cometer suicídio. Elas simplesmente têm mais motivos para viver.

De acordo com Durkheim, o meio social católico tem níveis de integração sociais normais, enquanto o meio protestante tem níveis baixos. Durkheim então definiu o suicídio como o ato de muitas relações sociais e concluiu que o suicídio pode ser causado por vínculos sociais fracos. Durkheim acreditava que o vínculo social era composto de dois fatores: a integração social (ligação a outros indivíduos dentro da sociedade) e a regulação social (ligação com as normas da sociedade). Ele acreditava também que taxas de suicídio podem aumentar em extremos de ambos os fatores.